# James Peebles
Phillip James Edwin Peebles (Winnipeg, 25 de abril de 1935) é um físico canadense naturalizado estadunidense. Foi distinguido com o Nobel de Física de 2019, por suas investigações em cosmologia teórica.

## Honrarias
Prêmios
- Medalha Eddington 1981
- Prêmio Dannie Heineman de Astrofísica 1982
- Henry Norris Russell Lectureship 1993
- Medalha Bruce 1995
- Medalha Oskar Klein 1997
- Medalha de Ouro da Royal Astronomical Society 1998
- Prêmio Gruber de Cosmologia 2000
- Prémio Harvey 2001
- Prêmio Shaw 2004
- Prêmio Crafoord, com James Gunn e Martin Rees 2005
- Nobel de Física 2019

Epônimos
- Asteroide 18242 Peebles